# Hakan Günday
Hakan Günday (n. 29 mai 1976, Rodos, Administrația descentralizată a Mării Egee⁠⁠(d), Grecia) este un scriitor turc. 

## Biografie
Hakan Günday a urmat școală, mai întâi, în Bruxelles. Bacalaureatul, l-a luat la "Tevfik Fikret Liceum" în Ankara. A studiat limba franceză la Hacettepe-Universitatea din Ankara și în Belgia, la Université libre de Bruxelles, iar apoi științe politice la Universitatea din Ankara. 
Primul său roman, Kinyas ve Kayra , a apărut în anul 2000. 
Ca dramaturg, a lucrat cu grupul de DOT din Istanbul, unde în din 2005, a realizat piesa lui Malafa dat seama. Piesa sa, Mandrel, a avut premiera la Festivalul de Teatru din Istanbul în 2010.
Pentru Daha (franceză Encore), Günday, a fost premiat în 2015 cu Prix Médicis étranger.

## Opere (selecție)
- Kinyas ve Kayra (2000)
- Zargana (2002)
- Piç (2003)
- Malafa (2005)
- Azil (2007)
- Ziyan (2009)
- Az(2011)
- Daha(2013)

## Opere în limba română
- Început și sfârșit, editura Univers, titlu original Az, 2015, ISBN 978-606-8631-64-6
- Zădărnicie, editura Vivaldi, titlu original Ziyan, 2013, ISBN 978-973-150-078-2